# バシール・アフマド・ドゥッラーニー
バシール・アフマド・ドゥッラーニー（1960年 - ）は、アフガニスタンの軍人。中将。

## 経歴
パシュトゥーン人、モマドザイ部族。父は、カンダハール州知事だったが、早期に亡くなった。幼年学校、士官学校を卒業。
士官学校卒業後、教育中隊長として学校に留まった。西ドイツ、ワイマール市の軍事心理学研究所で研修。帰国後、軍事大学参謀長。
1986年、戦車大隊長、後に連隊長、第16戦車師団長。
1992年、アフマド・シャー・マスードとは協力したが、グルブッディーン・ヘクマティヤールとの協力を拒否したため、彼の支持者から暴行を受けた。家族と共に、マザーリシャリーフを経由してウズベキスタンに入り、その後、モスクワ、オデッサに落ち着いた。同年、カザフスタン国家保安委員会南カザフスタン州部長E.ムスタフェトフの招請により、シィムケントに移住した。
2004年、カザフスタン共和国の市民権を取得した。現在、ビジネスマン。

## パーソナル
妻帯、2男1女を有する。マスードの友人。